# Азербайджано-парагвайские отношения
Азербайджано-парагвайские отношения — двусторонние отношения между Азербайджаном и Республикой Парагвай в политической, экономической, культурной и иных сферах.

## Дипломатические отношения
Дипломатические отношения между Азербайджаном и Парагваем впервые были установлены 20 апреля 2004 года. Дипломатическое представительство Азербайджана в Парагвае с марта 2012 года находится в Аргентине.
В Асунсьоне действует почётное консульство Азербайджана.
24 июля 2014 года в Сенате и 28 августа 2014 года в Палате депутатов Конгресса Парагвая учреждена межпарламентская группа дружбы между Азербайджаном и Парагваем.
5-6 марта 2015 года делегация Парламента Азербайджана посетила Парагвай.
10 сентября 2015 года в Конгрессе Парагвая была принята Декларация «О признании суверенитета, территориальной целостности и международно признанных границ Азербайджана». В документе отмечается, что регион Нагорного Карабаха является неотъемлемой частью территории Азербайджана.
16 марта 2018 года председатель Палаты депутатов Конгресса Парагвая Фернандо Люк, председатель межпарламентской группы дружбы Хуан Рамирез, председателя Сената Парагвая Фернандо Луго Мендес посетили Азербайджан с целью участия в VI Глобальном Бакинском форуме.
23 марта 2019 года министр иностранных дел Азербайджана Эльмар Мамедъяров нанёс первый на уровне МИД официальный визит в Парагвай.
Между Азербайджаном и Парагваем подписано два документа.
23 марта 2019 года заключено соглашение о взаимной отмене визовых требований для лиц, обладающих дипломатическим, официальным или служебным паспортом.
На международной арене сотрудничество осуществляется в рамках различных международных организаций: ООН, Движение неприсоединения
Парагвай поддерживает позицию Азербайджана в Совете Безопасности ООН.

## Экономическое сотрудничество
Торговый оборот (тыс. долл. США)
| Год  | Экспорт Азербайджана | Импорт Азербайджана | Сумма товарооборота |
| ---- | -------------------- | ------------------- | ------------------- |
| 2014 | 0                    | 13,2                | 13,2                |
| 2015 | 0                    | 122,5               | 122,5               |
| 2016 | 0                    | 647,3               | 647,3               |
| 2017 | 0                    | 657,24              | 657,24              |
| 2018 | 0                    | 602,76              | 602,76              |

| Год  | Экспорт Азербайджана | Импорт Азербайджана | Сумма товарооборота |
| ---- | -------------------- | ------------------- | ------------------- |
| 2020 | 0                    | 1 171,41            | 1 171,41            |
| 2021 | 0                    | 587,91              | 587,91              |
| 2022 | 0                    | 593,18              | 593,18              |
| 2023 | 0                    | 409,27              | 409,27              |
| 2024 | 0                    | 229,35              | 229,35              |